# Сода-Спринґс (Айдахо)
Сода-Спринґс (англ. Soda Springs) — окружний центр округу Карібу, штат Айдахо, США. Згідно з переписом 2010 року населення становило 3058 осіб, що на 323 особи менше, ніж 2000 року.

## Географія
Сода-Спринґс розташована за координатами 42°39′28″ пн. ш. 111°35′10″ зх. д. / 42.65778° пн. ш. 111.58611° зх. д. (42.657873, -111.586082).  За даними Бюро перепису населення США в 2010 році місто мало площу 11,87 км², з яких 11,75 км² — суходіл та 0,12 км² — водойми.

### Клімат
| Клімат : Сода-Спринґс              | Клімат : Сода-Спринґс | Клімат : Сода-Спринґс | Клімат : Сода-Спринґс | Клімат : Сода-Спринґс | Клімат : Сода-Спринґс | Клімат : Сода-Спринґс | Клімат : Сода-Спринґс | Клімат : Сода-Спринґс | Клімат : Сода-Спринґс | Клімат : Сода-Спринґс | Клімат : Сода-Спринґс | Клімат : Сода-Спринґс | Клімат : Сода-Спринґс |
| Показник                           | Січ.                  | Лют.                  | Бер.                  | Квіт.                 | Трав.                 | Черв.                 | Лип.                  | Серп.                 | Вер.                  | Жовт.                 | Лист.                 | Груд.                 | Рік                   |
| Абсолютний максимум, °C            | 14,4                  | 13,3                  | 20,6                  | 26,7                  | 31,7                  | 36,1                  | 38,3                  | 36,7                  | 33,3                  | 29,4                  | 19,4                  | 13,9                  | 38,3                  |
| Середній максимум, °C              | −1,9                  | 0,1                   | 4,7                   | 11,3                  | 17,2                  | 23,3                  | 28,4                  | 27,7                  | 21,8                  | 14,5                  | 4,8                   | −1                    | 12,6                  |
| Середній мінімум, °C               | −13,3                 | −11,7                 | −7,3                  | −3                    | 1,4                   | 4,8                   | 7,3                   | 6,7                   | 1,8                   | −3,2                  | −7,6                  | −13,3                 | −3,1                  |
| Абсолютний мінімум, °C             | −38,3                 | −35,6                 | −28,3                 | −18,9                 | −8,3                  | −12,2                 | −3,3                  | −7,2                  | −11,1                 | −14,4                 | −31,7                 | −38,3                 | −38,3                 |
| Норма опадів, мм                   | 29                    | 32                    | 36                    | 34                    | 54                    | 35                    | 32                    | 33                    | 27                    | 32                    | 29                    | 26                    | 399                   |
| ---------------------------------- | --------------------- | --------------------- | --------------------- | --------------------- | --------------------- | --------------------- | --------------------- | --------------------- | --------------------- | --------------------- | --------------------- | --------------------- | --------------------- |
| Джерело: NOAA (normals, 1971–2000) |                       |                       |                       |                       |                       |                       |                       |                       |                       |                       |                       |                       |                       |

## Демографія

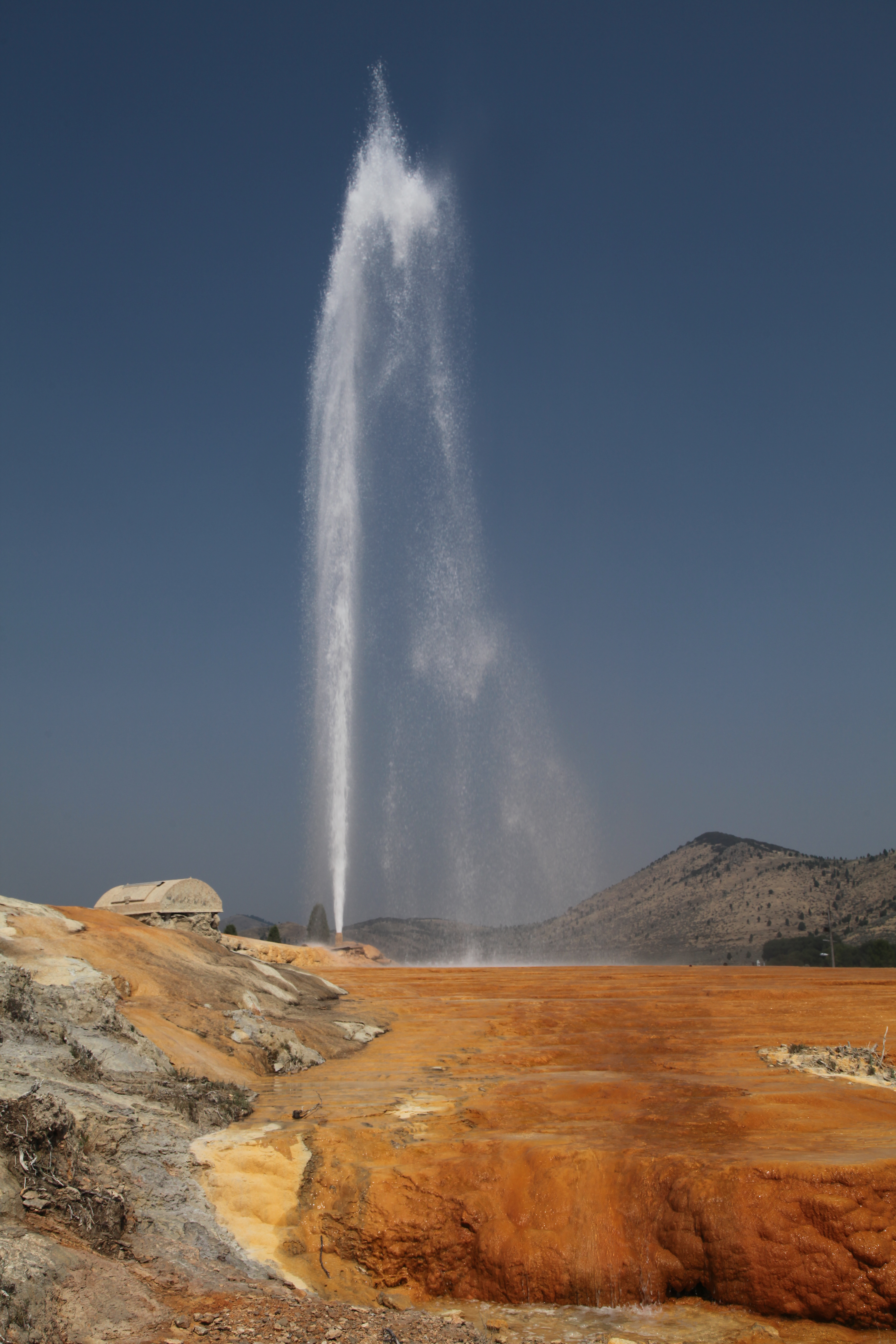
Гейзер з контрольованим виверженням у Сода-Спринґс

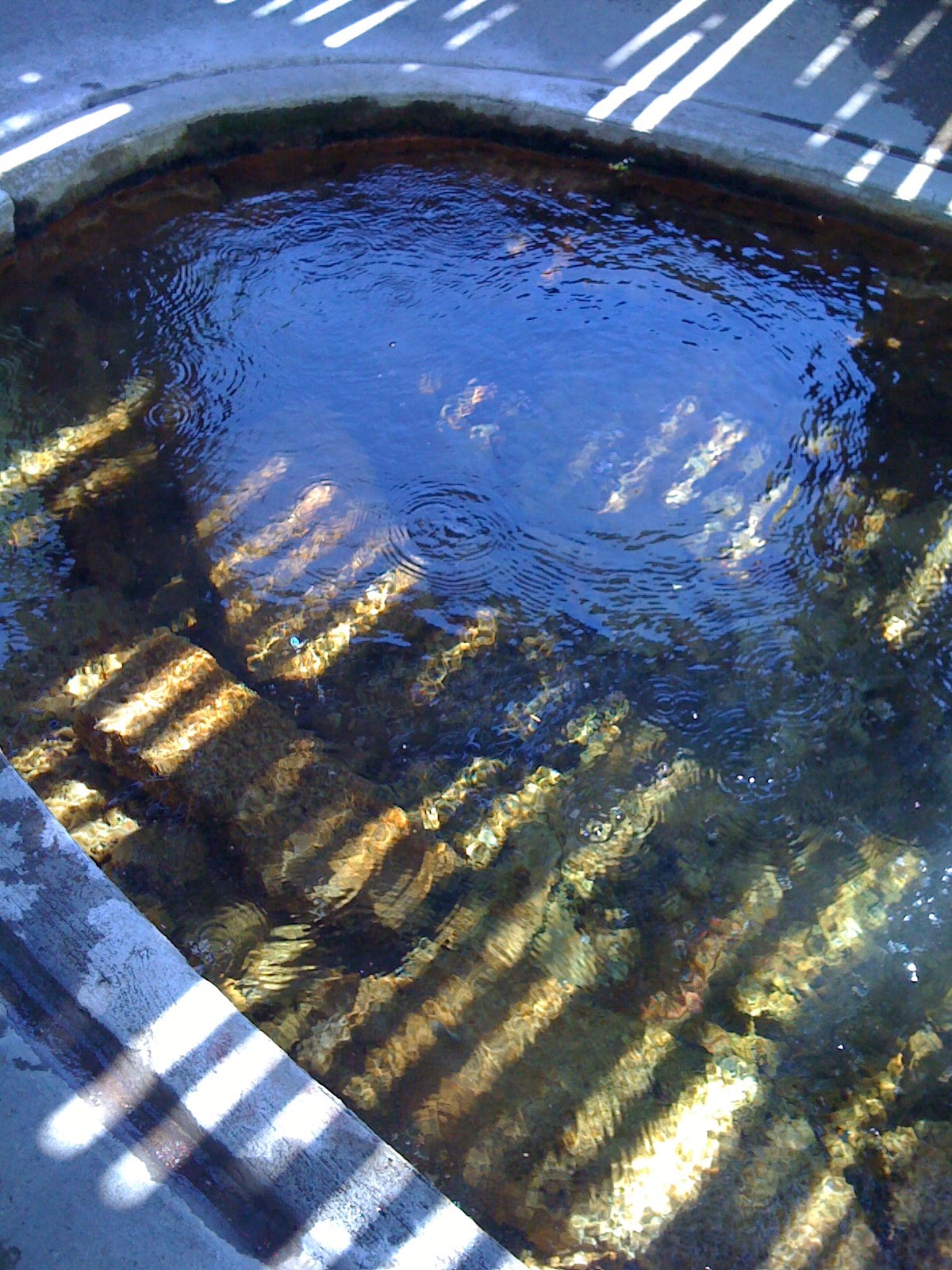
Джерело з бульбашками в парку Гупер Спринґс

### Перепис 2010 року
За даними перепису 2010 року, у місті проживало 3 058 осіб у 1 204 домогосподарствах у складі 830 родин. Густота населення становила 260,1 ос./км². Було 1 393 помешкання, середня густота яких становила 118,5/км². Расовий склад міста: 96,4% білих, 0,1% афроамериканців, 0,3% індіанців, 0,3% азіатів, 0,4% тихоокеанських остров'ян, 1,4% інших рас, а також 1,2% людей, які зараховують себе до двох або більше рас. Іспанці та латиноамериканці незалежно від раси становили 3,4% населення.
Із 1 204 домогосподарств 33,4% мали дітей віком до 18 років, які жили з батьками; 56,9% були подружжями, які жили разом; 8,4% мали господиню без чоловіка; 3,7% мали господаря без дружини і 31,1% не були родинами. 28,2% домогосподарств складалися з однієї особи, в тому числі 12,5% віком 65 і більше років. У середньому на домогосподарство припадало 2,47 мешканця, а середній розмір родини становив 3,03 особи.
Середній вік жителів міста становив 37,8 року. Із них 27,4% були віком до 18 років; 7,1% — від 18 до 24; 22,9% від 25 до 44; 26,2% від 45 до 64 і 16,4% — 65 років або старші. Статевий склад населення: 49,7% — чоловіки і 50,3% — жінки.
Середній дохід на одне домашнє господарство  становив 61 122 долари США (медіана — 55 278), а середній дохід на одну сім'ю — 68 415 доларів (медіана — 62 985). Медіана доходів становила 58 792 долари для чоловіків та 27 273 долари для жінок. За межею бідності перебувало 9,5 % осіб, у тому числі 5,1 % дітей у віці до 18 років та 7,1 % осіб у віці 65 років та старших.
Цивільне працевлаштоване населення становило 1317 осіб. Основні галузі зайнятості: освіта, охорона здоров'я та соціальна допомога — 20,0 %, виробництво — 15,9 %, роздрібна торгівля — 14,7 %, сільське господарство, лісництво, риболовля — 14,0 %.

### Перепис 2000 року
За даними перепису 2000 року, в місті проживало 3 381 осіб у 1 210 домогосподарствах у складі 905 родин. Густота населення становила 288,2 ос./км². Було 1 505 помешкань, середня густота яких становила 128,3/км². Расовий склад міста: 96,63% білих, 0,03% афроамериканців, 0,09% індіанців, 0,15% азіатів, 0,21% тихоокеанських остров'ян, 1,18% інших рас і 1,72% людей, які зараховують себе до двох або більше рас. Іспанці та латиноамериканці незалежно від раси становили 2,90% населення.
Із 1 210 домогосподарств 40,7% мали дітей віком до 18 років, які жили з батьками; 66,1% були подружжями, які жили разом; 6,5% мали господиню без чоловіка, і 25,2% не були родинами. 22,1% домогосподарств складалися з однієї особи, в тому числі 9,3% віком 65 і більше років. У середньому на домогосподарство припадало 2,74 мешканця, а середній розмір родини становив 3,24 особи.
Віковий склад населення: 30,8% віком до 18 років, 9,5% від 18 до 24, 26,0% від 25 до 44, 20,1% від 45 до 64 і 13,5% років і старші. Середній вік жителів — 34 року. Статевий склад населення: 48,8 % — чоловіки і 51,2 % — жінки. 
Середній дохід домогосподарств у місті становив $40 690, родин — $46 152. Середній дохід чоловіків становив $41 979 проти $21 250 у жінок. Дохід на душу населення в місті був $15 729. Приблизно 7,0% родин і 9,3% населення перебували за межею бідності, включаючи 8,5% віком до 18 років і 8,7% від 65 і старших.